# Helictotrichon altius
Helictotrichon altius là một loài thực vật có hoa trong họ Hòa thảo. Loài này được (Hitchc.) Ohwi mô tả khoa học đầu tiên năm 1941.